# Betauna
Betauna – gaun wikas samiti we wschodniej części Nepalu w strefie Sagarmatha w dystrykcie Siraha. Według nepalskiego spisu powszechnego z 2001 roku liczył on 818 gospodarstw domowych i 5014 mieszkańców (2438 kobiet i 2576 mężczyzn).